# دایانا گوردون
دایانا گوردون (به انگلیسی: Diana Gordon) با نام سابق وینتر گوردون (به انگلیسی: Wynter Gordon) (زاده ۱۱ ژوئن ۱۹۶۴) خواننده و ترانه‌سرا آمریکایی است.